# Cognocoli-Monticchi
Cognocoli-Monticchi (en idioma corso Cugnocolu è Muntichji) es una comuna francesa del departamento de Córcega del Sur, en la colectividad territorial de Córcega.

## Demografía
| 148 | 131 | 143 | 143 | 173 | 164 | 181 | 166 |
| Para los censos de 1962 a 1999 la población legal corresponde a la población sin duplicidades (Fuente: INSEE [Consultar]) |     |     |     |     |     |     |     |